# Jorge Allende
Jorge Eduardo Allende Rivera (Cartago, Costa Rica, 11 de noviembre de 1934) es un doctor en Bioquímica chileno.
Sus intereses científicos abarcan los mecanismos de la biosíntesis proteica, el código genético, los efectos de la progesterona sobre la maduración meiótica de oocitos, el metabolismo del cAMP y las isoenzimas creatina quinasa CK1 y CK2.

## Estudios
En 1965 revalidó en la Facultad de Química y Farmacia de la Universidad de Chile, el título de Bachelor of Science en Química obtenido en 1957 en la Universidad Estatal de Luisiana. En 1961 obtuvo el doctorado de Bioquímica en la Universidad Yale en New Haven (Connecticut), siendo su tutor el profesor Frederic M. Richards. Luego, entre 1961 y 1962, realizó un entrenamiento de investigación postdoctoral en el laboratorio del doctor Fritz Albert Lipmann en la Universidad Rockefeller, y entre 1967 y 1968 con el profesor Marshall Warren Nirenberg en el Instituto Nacional para la Salud (National Institutes of Health - NIH).

## Trayectoria
Como profesor de pregrado dictó cátedras de Biología molecular, ingeniería genética, genoma humano y oncogenes; en posgrado fue tutor de más de veinticinco tesis de doctorado, licenciatura y maestría. Admitió en su laboratorio a estudiantes de postdoctorado oriundos de Argentina, Bélgica, Chile, Costa Rica, Estados Unidos e Italia. Entre 1968 y 1988 organizó actividades para la integración científica de América Latina, con cursos de entrenamiento en técnicas de Biología molecular y con la creación de la Red Latinoamericana de Ciencias Biológicas (RELAB) patrocinada por el Programa de las Naciones Unidas para el Desarrollo (PNUD) y la Organización de las Naciones Unidas para la Educación, la Ciencia y la Cultura Unesco. Contribuyó a la generación del programa «Educación en Ciencias Basada en la Indagación».
Cargos
- 1961-2013. Académico de la Facultad de Medicina de la Universidad de Chile.
- Director de Relaciones Internacionales de la Facultad de Medicina.
- Asesor de la prorrectoría en temas de educación y de relaciones internacionales.
- 2006-2010. Vicerrector de Investigación y Desarrollo de la Universidad de Chile.[4]
- 2004-2011. Coordinador del Programa Global de Educación en Ciencias del Inter Academy Panel (IAP) que cuenta con ciento tres academias nacionales de ciencias.
- 1996-2002. Director del Instituto de Ciencias Biomédicas (ICBM) de la Facultad de Medicina de la Universidad de Chile.
- 1991-1994. Presidente de la Academia Chilena de Ciencias.

## Membresías
- Miembro de la Academia Nacional de Ciencias de Estados Unidos (National Academy of Sciences), Estados Unidos.
- Miembro del Institute of Medicine of the National Academies of Sciences, Estados Unidos.
- Miembro de la Academia Chilena de Ciencias desde 1983.[5]
- Miembro de la Academia Chilena de Medicina.
- Miembro de la Academia Nacional de Ciencias Exactas, Físicas y Naturales de Argentina (ANCEFN).
- Miembro de la Academia Mundial de Ciencias (Academy of Sciences of the Developing World - TWAS).
- Miembro de la Academia Nacional de Ciencias de la India (INSA).
- Miembro fundador de la Academia Latinoamericana de Ciencias (ACAL).[2]

## Publicaciones
Entre trabajos originales de investigación y temas acerca de la educación en ciencias, publicó más de ciento cincuenta trabajos en publicaciones científicas nacionales e internacionales.
- 2010. Algo que ver con la vida. Autobiografía. Editorial Universitaria.[6]

## Premios y reconocimientos
- 2013. Premio Konex Mercosur, otorgado por la Fundación Konex, Argentina, en el rubro Ciencia y Tecnología.[2]
- 2013. Medalla Rector Juvenal Hernández Jaque en Ciencia y Tecnología, otorgada por la Universidad de Chile.[3]
- 2010. Premio Luis F. Leloir a la Cooperación Internacional en Ciencia, Tecnología e Innovación, otorgado por el Ministerio de Ciencia, Tecnología e Innovación de Argentina.[7]
- 2007. Premio Purkwa de la Educación en Ciencias otorgado por la Academia de Ciencias de Francia y la Escuela Nacional de Minería de St Etienne, Francia.[4]
- 2002. Gran Cruz del Orden Nacional del Mérito Científico del Presidente de Brasil.
- 1995. Doctor honoris causa de la Universidad de Buenos Aires, Argentina.
- 1992. Premio Nacional de Ciencias Naturales otorgado por el Ministerio de Educación de Chile, por sus investigaciones en el campo de los mecanismos reguladores de la síntesis proteica, sus contribuciones a la biología molecular y su tarea de formación de científicos.
- 1986-1988. Fogarty Scholar in Residence en el NIH, Bethesda, Md.
- 1972. Beca Simón Guggenheim.
- 1966. Beca Simón Guggenheim.[2]